# Melignomon
Melignomon är ett fågelsläkte i familjen honungsvisare inom ordningen hackspettartade fåglar. Släktet omfattar endast två arter som förekommer i delar av Väst- och Centralafrika:<
- Kongohonungsvisare (M. zenkeri)
- Gulfotad honungsvisare (M. eisentrauti)